# Carrizarroyo
Carrizarroyo – wymarły rodzaj z rzędu Caloneurodea i rodziny Hapalopteridae. Obejmuje tylko jeden znany gatunek: Carrizarroyo calopterus.
Rodzaj i gatunek typowy opisane zostały w 2004 roku przez Aleksandra Rasnicyna na podstawie pojedynczej skamieniałości skrzydła. Odnaleziono ją na terenie Carrizo Arroyo w stanie Nowy Meksyk, w ogniwie Red Tanks formacji Bursum. Pochodzi ona z asselu we wczesnym permie. Nazwa rodzajowa wywodzi się od nazwy lokalizacji. Epitet gatunkowy calopterus natomiast oznacza z latynizowanej greki „pięknoskrzydłe” i odnosi się do dobrego stanu zachowania skamieniałości.
Owad ten miał przypuszczalnie skrzydło długości około 11,5–12 mm, przy czym zachowany jego fragment ma 10,8 mm długości i 2,8 mm szerokości. W bardzo wąskim polu kostalnym brak było żyłki subkostalnej, natomiast występowało w nim kilka żyłek poprzecznych. Żyłka radialna ciągnęła się niemal do wierzchołka skrzydła. Grzebieniasty sektor radialny brał początek blisko nasady skrzydła i dawał trzy odgałęzienia. Żyłka medialna biegła niemal prosto do około połowy długości skrzydła, gdzie rozwidlała się na dwie gałęzie. Żyłki kubitalne przednia i tylna oraz pierwsza analna były nierozgałęzione i proste w przebiegu.
Z tego samego ogniwa formacji Bursum znane są również skamieniałości innych Hapalopteridae (Arroyopteron, Carrizopteron), innych Caloneurodea (Paleuthygramma, Vilviopsis), owadów z takich innych rzędów jak: przerzutki (rodzina Dasyleptidae), Dictyoneurida (rodziny Calvertiellidae, Dictyoneuridae, Hanidae i Spilapteridae), Diaphanopterida (rodziny Asthenohymenidae i Martynoviidae), psotniki (rodzina Psocidiidae), Miomoptera (rodzina Palaeomanteidae), Paoliida (rodzina Anthracoptilidae), pluskwiaki (rodzina Archescytinidae), prostoskrzydłe (rodzina Thueringoedischiidae), świerszczokaraczany (rodzina Liomopteridae) i wojsiłki (rodzina Kaltanidae) oraz niedającego się zaliczyć do rzędu Microcarrizo.